# 1024-es busz
Az 1024-es jelzésű autóbuszvonal távolsági autóbuszjárat Budapest és Szécsény között, melyet a Volánbusz Zrt. lát el.

## Közlekedése
A két végállomás között szabad- és munkaszüneti napokon egy járatpár szállítja az utasokat. Nyári tanszünetben munkanapokon egy járatpár szállítja az utasokat Budapest és Hollókő között.
A járat menetideje Hollókőig 1 óra 40 perc, útvonalának hossza 101,7 km, menetideje Szécsényig 2 óra 20 perc, útvonalának hossza 123,3 km.

## Megállóhelyei
| 1024 (Budapest – Pásztó – Hollókő –Szécsény) | 1024 (Budapest – Pásztó – Hollókő –Szécsény) | 1024 (Budapest – Pásztó – Hollókő –Szécsény)     | 1024 (Budapest – Pásztó – Hollókő –Szécsény) | 1024 (Budapest – Pásztó – Hollókő –Szécsény) | 1024 (Budapest – Pásztó – Hollókő –Szécsény) | 1024 (Budapest – Pásztó – Hollókő –Szécsény)                                        | 1024 (Budapest – Pásztó – Hollókő –Szécsény) |
| sz.                                          | sz.                                          | Megállóhely                                      | sz.                                          | sz.                                          | Átszállási kapcsolatok | Fontosabb létesítmények                                                             |                                              |
| -------------------------------------------- | -------------------------------------------- | ------------------------------------------------ | -------------------------------------------- | -------------------------------------------- | --- | ----------------------------------------------------------------------------------- | -------------------------------------------- |
| 0                                            | 0                                            | Budapest, Stadion autóbusz-pályaudvar végállomás | 32                                           | 16                                           | 1, 1A 73, 75, 77, 80 95, 130, 195 396, 397, 398, 399, 400, 402, 410, 411, 412, 413, 414, 415, 422, 424, 430, 432, 434, 435, 436, 437, 438, 439, 440, 441, 442, 485, 486 1020, 1021, 1031, 1034, 1040, 1044, 1045, 1046, 1049, 1050, 1051, 1052, 1053, 1054, 1060, 1066, 1067, 1068, 1069, 1070, 1075, 1076, 1077, 1078 | Stadion autóbusz-pályaudvar Puskás Ferenc Stadion , Papp László Budapest Sportaréna |                                              |
| 1                                            | 1                                            | Budapest, Kacsóh Pongrác út                      | 31                                           | 15                                           | 1, 1A, 3, 69 74, 81, 82 25, 32, 225 396, 397, 398, 399, 402, 412, 413, 414, 415, 422, 424, 432, 434, 435, 436, 437, 438, 439, 442 1020, 1021, 1031, 1034, 1040, 1044, 1045, 1046, 1049, 1050, 1051, 1052, 1053, 1054, 1066, 1067, 1068, 1069, 1076                                                                     | Mexikói út BVSC uszoda                                                              |                                              |
| 2                                            | 2                                            | Budapest, Szerencs utca                          | 30                                           | 14                                           | 225, 96, 296, 296A 396, 397, 398, 399, 402, 412, 413, 414, 415, 422, 424, 432, 434, 435, 436, 437, 438, 439, 442 1020, 1021, 1031, 1034, 1040, 1044, 1045, 1046, 1049, 1051, 1052, 1053, 1054, 1066, 1067, 1068, 1069, 1076                                                                                            |                                                                                     |                                              |
| 3                                            | 3                                            | Lőrinci, petőfibányai elágazás                   | 29                                           | 13                                           | 1020, 1031 3628 |                                                                                     |                                              |
| 4                                            | 4                                            | Jobbágyi, galgagutai elágazás                    | 28                                           | 12                                           | 1020, 1021, 1031, 1302 3061, 3062, 3261, 3262, 3263, 3464, 3266, 3607 |                                                                                     |                                              |
| 5                                            | 5                                            | Szurdokpüspöki, 21-es úti elágazás               | 27                                           | 11                                           | 1020 3061, 3062, 3261, 3262, 3263, 3266 |                                                                                     |                                              |
| 6                                            | 6                                            | Pásztó, Csillag tér                              | 26                                           | 10                                           | 1021, 1301, 1302, 1305, 1308 3060, 3061, 3062, 3064, 3065, 3067, 3072, 3235, 3240, 3241, 3261, 3262, 3263, 3266, 3315, 3607 |                                                                                     |                                              |
| 7                                            | 7                                            | Pásztó, Rendelőintézet                           | 25                                           | 9                                            | 1305, 1308 3060, 3061, 3062, 3064, 3065, 3067, 3070, 3072, 3235, 3240, 3241, 3261, 3262, 3263, 3265, 3266, 3315, 3607, 3657 |                                                                                     |                                              |
| 8                                            | 8                                            | Pásztó, vasútállomás                             | 24                                           | 8                                            | 1305, 1308 3060, 3062, 3064, 3065, 3067, 3070, 3072, 3235, 3240, 3241, 3261, 3262, 3263, 3265, 3266, 3315, 3607, 3657 személyvonat |                                                                                     |                                              |
| 9                                            | 9                                            | Pásztó, Rendelőintézet                           | 23                                           | 7                                            | 1305, 1308 3060, 3061, 3062, 3065, 3067, 3070, 3072, 3235, 3240, 3241, 3261, 3262, 3263, 3265, 3266, 3315, 3607, 3657 |                                                                                     |                                              |
| 10                                           | 10                                           | Pásztó, Csillag tér                              | 22                                           | 6                                            | 1021, 1301, 1302, 1305, 1308 3060, 3061, 3062, 3064, 3065, 3067, 3072, 3235, 3240, 3241, 3261, 3262, 3263, 3266, 3315, 3607 |                                                                                     |                                              |
| 11                                           | ∫                                            | Ecsegi elágazás                                  | 21                                           | ∫                                            | 1308 3067, 3072, 3235, 3241, 3315 |                                                                                     |                                              |
| 12                                           | ∫                                            | Ecseg, keresztvölgyi elágazás                    | 20                                           | ∫                                            | 3067, 3072, 3235, 3315 |                                                                                     |                                              |
| 13                                           | ∫                                            | Ecseg, templom                                   | 19                                           | ∫                                            | 439, 3067, 3072, 3226, 3235, 3240, 3241, 3315, 3605 |                                                                                     |                                              |
| 14                                           | ∫                                            | Kozárd, Fő út                                    | 18                                           | ∫                                            | 439, 3072, 3240, 3241, 3315 |                                                                                     |                                              |
| 15                                           | 11                                           | Kozárd, nagymezői elágazás                       | 17                                           | 5                                            | 1308 439, 3072, 3235, 3240, 3241, 3315 |                                                                                     |                                              |
| 16                                           | 12                                           | Alsótold, vegyesbolt                             | 16                                           | 4                                            | 1308 439, 3072, 3235, 3240, 3241, 3315 |                                                                                     |                                              |
| 17                                           | 13                                           | Felsőtold, faluház                               | 15                                           | 3                                            | 1308 439, 3072, 3235, 3240, 3241, 3315 |                                                                                     |                                              |
| 18                                           | 14                                           | Hollókői elágazás                                | 14                                           | 2                                            | 3072, 3355 |                                                                                     |                                              |
| 19                                           | 15                                           | Hollókő, Újfalu                                  | 13                                           | 1                                            | 3072, 3355 |                                                                                     |                                              |
| 20                                           | 16                                           | Hollókő, autóbusz-váróterem végállomás           | 12                                           | 0                                            | 439, 3072, 3355 |                                                                                     |                                              |
| 21                                           |                                              | Hollókő, Újfalu                                  | 11                                           |                                              | 3072, 3355 |                                                                                     |                                              |
| 22                                           |                                              | Hollókői elágazás                                | 10                                           |                                              | 3072, 3355 |                                                                                     |                                              |
| 23                                           |                                              | Zsunypuszta                                      | 9                                            |                                              | 3072, 3355 |                                                                                     |                                              |
| 24                                           |                                              | Nagylóc, Újpuszta                                | 8                                            |                                              | 3072, 3355 |                                                                                     |                                              |
| 25                                           |                                              | Nagylóc, központ                                 | 7                                            |                                              | 3072, 3355 |                                                                                     |                                              |
| 26                                           |                                              | Nagylóc, régi temető                             | 6                                            |                                              | 3072, 3355 |                                                                                     |                                              |
| 27                                           |                                              | Nagylóc, alsó                                    | 5                                            |                                              | 3072, 3355 |                                                                                     |                                              |
| 28                                           |                                              | Nagylóc, Tsz. major                              | 4                                            |                                              | 3072, 3355 |                                                                                     |                                              |
| 29                                           |                                              | Vancsópuszta bejárati út                         | 3                                            |                                              | 3072, 3355 |                                                                                     |                                              |
| 30                                           |                                              | Szécsény, Kossuth út 82.                         | 2                                            |                                              | 3072, 3355 |                                                                                     |                                              |
| 31                                           |                                              | Szécsény, Kossuth út 40.                         | 1                                            |                                              | 3072, 3355 |                                                                                     |                                              |
| 32                                           |                                              | Szécsény, autóbusz-állomás végállomás            | 0                                            |                                              | 1010, 1011, 1012, 1013 360-363, 3072, 3075, 3080, 3081, 3082, 3084, 3308, 3355, 3360, 3365 |                                                                                     |                                              |